# Rasheed Wallace
Pour les articles homonymes, voir Wallace.
Rasheed Wallace, né le 17 septembre 1974 à Philadelphie en Pennsylvanie, est un joueur et entraîneur de basket-ball américain. Il mesure 2,11 mètres et évoluait aux postes d'ailier fort et de pivot.

## Biographie

### Carrière universitaire
Entre 1993 et 1995, il joue pour les Tar Heels de la Caroline du Nord de l'université de la Caroline du Nord à Chapel Hill.

### Carrière professionnelle

#### Bullets de Washington (1995-1996)
Le 28 juin 1995, Rasheed Wallace est sélectionné en 4e position par les Bullets de Washington (renommés depuis Wizards de Washington) lors de la draft 1995. Il ne joue avec les Bullets qu'une seule saison avec en moyenne 10 points et presque 5 rebonds.

#### Trail Blazers de Portland (1996 - fév. 2004)
Le 15 juin 1996, il est transféré aux Trail Blazers de Portland. Il joue, à partir de la saison 1996-1997, à Portland, où il s'affirme avec environ 16,7 points de moyenne sur l'ensemble de ses 8 saisons.

#### Hawks d'Atlanta (février 2004)
Le 9 février 2004, il est transféré aux Hawks d'Atlanta avec Wesley Person en échange de Shareef Abdur-Rahim, Dan Dickau et Theo Ratliff. Il ne transite que le temps d'un match à Atlanta.

#### Pistons de Détroit (fév. 2004 - 2009)
Le 19 février 2004, il est à nouveau échangé, aux Pistons de Détroit, avec Mike James en échange de Chucky Atkins, Lindsey Hunter, Željko Rebrača, Bob Sura, un premier tour draft 2004, un premier tour de draft 2003 et une somme d'argent.
Avec Ben Wallace, ils forment un duo d'intérieurs qui permet à Detroit de remporter le titre face aux Lakers de Los Angeles.
L'année suivante l'équipe perd face aux Spurs de San Antonio lors de la finale. Lors de la saison 2005-2006, Wallace tourne à 15,5 points par matchs et 6,2 rebonds, ce qui lui permet d'être élu au NBA All-Star Game.
Le 23 janvier 2008, Wallace annonce qu'il préférerait ne pas aller au All-Star Game mais il y participe quand même (3 points, 5 rebonds) à cause du forfait de Kevin Garnett.

#### Celtics de Boston (2009-2010)
Le 8 juillet 2009, Wallace signe un contrat de 3 ans avec les Celtics de Boston. Wallace atteint la finale NBA avec les Celtics lors de la saison 2009-2010, mais les Celtics perdent 4-3 contre les Lakers.
Le 25 juin 2010, Doc Rivers annonce lors de la draft 2010 que Wallace va prendre sa retraite.

#### Knicks de New York (2012-2013)
Le 2 octobre 2012, Wallace sort de sa retraite à l'âge de 38 ans et rejoint les Knicks de New York en tant qu'agent libre. Les plans de l'entraîneur Mike Woodson sont de faire jouer Wallace comme remplaçant derrière Tyson Chandler et Amar'e Stoudemire, utilisant sa défense à l'intérieur et son adresse au tir extérieur.
Le 17 avril 2013, il annonce qu'il prend sa retraite, cette fois-ci définitive et qu'il ne participera pas aux playoffs avec les Knicks, ses statistiques en carrière sont de 14,4 points et 6,7 rebonds de moyenne pour 1 109 matchs joués.
Rasheed Wallace détient le record NBA de fautes techniques en une saison, en 2000-2001 avec 41, soit une moyenne d'une tous les deux matches.

### Carrière d'entraîneur
Wallace commence sa carrière d'entraîneur comme adjoint de l'entraîneur principal Maurice Cheeks aux Pistons de Detroit lors de la saison 2013-2014. Il entraîne entre 2019 et 2021, l'équipe du lycée Charles E. Jordan de Durham (Caroline du Nord).
En août 2021, Wallace rejoint l'encadrement de l'équipe universitaire des Tigers de Memphis en tant qu'adjoint de l'entraîneur Penny Hardaway.

### Style de jeu
Le jeu de Wallace repose beaucoup sur ses très longs bras favorisant les contres et aidant sa défense. Wallace possède un bon tir à 3 points et à 2 points alors que c'est un ailier fort (donc logiquement peu disposé aux tirs à 3 points). Son caractère impétueux lui a valu une vendetta de David Stern, le patron de la NBA. Stern a créé une règle anti-Wallace : au bout de 15 fautes techniques il y a un match de suspension automatique ; puis toutes les 2 fautes techniques un autre match de suspension. Durant des années, Wallace a été sanctionné pour des critiques contre les arbitres ou pour avoir trop parlé pendant les matches. Le corps arbitral a été critiqué pour donner des fautes techniques à Wallace par habitude ou par automatisme.

## Statistiques

### Universitaires
| Saison    | Équipe           | Matchs | Titul. | Min./m | % Tir | % 3pts | % LF | Rbds/m. | Pass/m. | Int/m. | Ctr/m. | Pts/m. |
| --------- | ---------------- | ------ | ------ | ------ | ----- | ------ | ---- | ------- | ------- | ------ | ------ | ------ |
| 1993-1994 | Caroline du Nord | 35     |        | 20,9   | 60,4  | 0,0    | 60,4 | 6,63    | 0,51    | 0,69   | 1,80   | 9,51   |
| 1994-1995 | Caroline du Nord | 34     |        | 30,3   | 65,4  | 33,3   | 63,1 | 8,21    | 1,03    | 0,50   | 2,74   | 16,65  |
| Total     | Total            | 69     |        | 25,5   | 63,5  | 25,0   | 62,1 | 7,41    | 0,77    | 0,59   | 2,26   | 13,03  |

### Professionnelles

#### Saison régulière
Légende :
| Champion NBA |

gras = ses meilleures performances
| Saison        | Équipe        | Matchs | Titul. | Min./m | % Tir | % 3pts | % LF  | Rbds/m. | Pass/m. | Int/m. | Ctr/m. | Pts/m. |
| ------------- | ------------- | ------ | ------ | ------ | ----- | ------ | ----- | ------- | ------- | ------ | ------ | ------ |
| 1995–1996     | Washington    | 65     | 51     | 27,5   | 48,7  | 32,9   | 65,0  | 4,66    | 1,31    | 0,65   | 0,83   | 10,08  |
| 1996–1997     | Portland      | 62     | 56     | 30,5   | 55,8  | 27,3   | 63,8  | 6,76    | 1,19    | 0,77   | 0,95   | 15,13  |
| 1997–1998     | Portland      | 77     | 77     | 37,6   | 53,3  | 20,5   | 66,2  | 6,21    | 2,53    | 0,97   | 1,14   | 14,60  |
| 1998–1999     | Portland      | 49     | 18     | 28,9   | 50,8  | 41,9   | 73,2  | 4,92    | 1,22    | 0,98   | 1,10   | 12,82  |
| 1999–2000     | Portland      | 81     | 77     | 35,0   | 51,9  | 16,0   | 70,4  | 6,99    | 1,75    | 1,07   | 1,32   | 16,36  |
| 2000–2001     | Portland      | 77     | 75     | 38,2   | 50,1  | 32,1   | 76,6  | 7,82    | 2,75    | 1,17   | 1,75   | 19,18  |
| 2001–2002     | Portland      | 79     | 79     | 37,5   | 46,9  | 36,0   | 73,4  | 8,16    | 1,92    | 1,28   | 1,28   | 19,25  |
| 2002–2003     | Portland      | 74     | 74     | 36,3   | 47,1  | 35,8   | 73,5  | 7,41    | 2,07    | 0,95   | 1,04   | 18,11  |
| 2003–2004     | Portland      | 45     | 44     | 37,2   | 44,2  | 34,1   | 74,2  | 6,62    | 2,53    | 0,80   | 1,60   | 17,02  |
| 2003–2004     | Atlanta       | 1      | 1      | 42,0   | 33,3  | 16,7   | 100,0 | 6,00    | 2,00    | 1,00   | 5,00   | 20,00  |
| 2003–2004     | Détroit       | 22     | 21     | 30,5   | 43,1  | 31,9   | 70,4  | 7,05    | 1,82    | 1,09   | 2,05   | 13,73  |
| 2004–2005     | Détroit       | 79     | 79     | 34,0   | 44,0  | 31,8   | 69,7  | 8,15    | 1,80    | 0,82   | 1,46   | 14,49  |
| 2005–2006     | Détroit       | 80     | 80     | 34,7   | 43,0  | 35,7   | 74,3  | 6,84    | 2,27    | 1,02   | 1,62   | 15,11  |
| 2006–2007     | Détroit       | 75     | 72     | 32,3   | 42,3  | 35,1   | 78,8  | 7,24    | 1,69    | 1,00   | 1,57   | 12,35  |
| 2007–2008     | Détroit       | 77     | 76     | 30,5   | 43,2  | 35,6   | 76,7  | 6,64    | 1,78    | 1,18   | 1,68   | 12,71  |
| 2008–2009     | Détroit       | 66     | 63     | 32,2   | 41,9  | 35,4   | 77,2  | 7,42    | 1,38    | 0,94   | 1,30   | 12,05  |
| 2009–2010     | Boston        | 79     | 13     | 22,5   | 40,9  | 28,3   | 76,8  | 4,11    | 1,01    | 1,01   | 0,89   | 8,99   |
| 2012–2013     | New York      | 21     | 0      | 14,1   | 38,7  | 31,9   | 70,0  | 3,95    | 0,29    | 0,62   | 0,71   | 6,95   |
| Total         | Total         | 1109   | 956    | 32,7   | 46,7  | 33,6   | 72,1  | 6,68    | 1,80    | 0,98   | 1,32   | 14,43  |
| All-Star Game | All-Star Game | 4      | 0      | 19,0   | 25,0  | 10,0   | 75,0  | 3,75    | 0,50    | 1,00   | 0,75   | 4,00   |

#### Playoffs
| Saison | Équipe   | Matchs | Titul. | Min./m | % Tir | % 3pts | % LF | Rbds/m. | Pass/m. | Int/m. | Ctr/m. | Pts/m. |
| ------ | -------- | ------ | ------ | ------ | ----- | ------ | ---- | ------- | ------- | ------ | ------ | ------ |
| 1997   | Portland | 4      | 4      | 37,0   | 58,9  | 40,0   | 55,0 | 6,00    | 1,50    | 0,50   | 0,50   | 19,75  |
| 1998   | Portland | 4      | 4      | 39,2   | 48,9  | 80,0   | 50,0 | 4,75    | 2,75    | 0,50   | 0,50   | 14,50  |
| 1999   | Portland | 13     | 13     | 36,0   | 51,4  | 11,1   | 72,4 | 4,85    | 1,54    | 1,54   | 0,85   | 14,85  |
| 2000   | Portland | 16     | 16     | 37,8   | 48,9  | 61,5   | 77,3 | 6,44    | 1,75    | 0,94   | 1,25   | 17,88  |
| 2001   | Portland | 3      | 3      | 42,7   | 37,3  | 36,4   | 57,1 | 8,00    | 2,33    | 0,33   | 1,00   | 16,67  |
| 2002   | Portland | 3      | 3      | 41,7   | 40,6  | 41,2   | 81,2 | 12,33   | 1,67    | 0,67   | 0,67   | 25,33  |
| 2003   | Portland | 7      | 7      | 37,1   | 45,4  | 40,0   | 71,4 | 5,14    | 2,57    | 0,57   | 0,71   | 17,43  |
| 2004   | Détroit  | 23     | 23     | 35,0   | 41,3  | 24,3   | 76,7 | 7,78    | 1,61    | 0,57   | 1,96   | 13,00  |
| 2005   | Détroit  | 25     | 25     | 33,0   | 43,9  | 33,7   | 74,1 | 6,92    | 1,28    | 1,04   | 1,76   | 13,64  |
| 2006   | Détroit  | 18     | 18     | 34,9   | 43,0  | 40,5   | 52,7 | 6,33    | 1,78    | 0,56   | 0,83   | 14,06  |
| 2007   | Détroit  | 16     | 16     | 35,8   | 43,7  | 34,7   | 84,2 | 7,69    | 1,75    | 1,19   | 1,75   | 14,31  |
| 2008   | Détroit  | 17     | 17     | 34,4   | 42,4  | 32,0   | 74,4 | 6,35    | 1,65    | 1,12   | 1,94   | 13,24  |
| 2009   | Détroit  | 4      | 4      | 30,5   | 36,7  | 50,0   | 0,0  | 6,25    | 0,75    | 0,50   | 0,25   | 6,50   |
| 2010   | Boston   | 24     | 1      | 17,1   | 41,6  | 34,5   | 82,8 | 2,96    | 0,38    | 0,42   | 0,58   | 6,12   |
| Total  | Total    | 177    | 154    | 33,0   | 44,4  | 35,2   | 71,7 | 6,21    | 1,49    | 0,82   | 1,27   | 13,47  |

## Palmarès

### En franchise
- Champion NBA en 2004 avec les Pistons de Détroit.
- Finales NBA en 2005 contre les Spurs de San Antonio avec les Pistons de Détroit, et en 2010 contre les Lakers de Los Angeles avec les Celtics de Boston.
- Champion de la Division Pacifique en 1999 avec les Trail Blazers de Portland.
- Champion de la Division Centrale en 2005, 2006, 2007 et 2008 avec les Pistons de Détroit.
- Champion de la Division Atlantique en 2010 avec les Celtics de Boston, et en 2013 avec les Knicks de New York.

### Distinctions personnelles
- 4 participations au NBA All-Star Game en 2000, 2001, 2006[5] et 2008[6].
- NBA All-Rookie Second-Team en 1996.

## Pour approfondir